# Walki o Bobrujsk (1918)
Walki o Bobrujsk – walki stoczone w dniach 2 lutego – 11 marca 1918 o Bobrujsk przez I Korpus Polski w Rosji pod dowództwem generała Józefa Dowbora-Muśnickiego z oddziałami sowieckimi podczas I wojny światowej.

24 lipca 1917 generał wojsk rosyjskich Józef Dowbor-Muśnicki zorganizował na Białorusi z żołnierzy Polaków służących w Armii Imperium Rosyjskiego I Korpus Polski w składzie trzech dywizji piechoty (około 30 tys. żołnierzy). W styczniu 1918 rozpoczął on walki z Armią Czerwoną – korpusowi udało się zająć Rohaczów. Jednak Dowbor-Muśnicki dążył do zajęcia twierdzy Bobrujsk: 

Zajęcie Bobrujska było moim głównym celem ponieważ twierdza umożliwiała przegrupowanie wojsk i skuteczną obronę. ... Dopiero po utracie twierdzy bolszewicy zaczęli rozumieć jej strategiczne znaczenie.

Sowieci bronili Bobrujska siłami około 7 tys. żołnierzy. Oblężenie miasta rozpoczęło się 2 lutego. 3 lutego 1918 Bobrujsk został zdobyty. Oddziały generała Dowbora-Muśnickiego opanowały miasto i twierdzę. Polacy zdobyli wielkie magazyny z zaopatrzeniem wojskowym, amunicją i prowiantem. Korpus uzyskał środki do dalszej walki. Bolszewicy nie chcieli pogodzić się ze stratą miasta i twierdzy. Oddziały Armii Czerwonej i tzw. Czerwoni Partyzanci za wszelką cenę chcieli odbić miasto. Walki trwały w całej okolicy (m.in. pod Rohaczowem) i straty rosły po obu stronach. Polacy zorganizowali cmentarz wojskowy, gdzie chowano poległych i zmarłych żołnierzy i oficerów. W walkach szczególnie odznaczyli się, żołnierze Legii Rycerskiej.
7 lutego oddziały 1 Dywizji Strzelców i 3 Pułku Ułanów zaatakowały z dwóch kierunków Żłobin; pomimo wkroczenia grupy północnej do miasta,  nie zdołała przebić obrony na dworcu kolejowym, wzmocnionej przez marynarzy bolszewickich i pociąg pancerny, i siły polskie musiały się wycofać za rzekę Ołę.
Na mocy traktatu brzeskiego Rosja bolszewicka  zgodziła się na okupację przez armię niemiecką białoruskich guberni z Mińskiem i Bobrujskiem, zajętych już w lutym 1918 podczas ofensywy niemieckiej w przerwie rokowań w Brześciu. Niemcy początkowo tolerowali obecność terytorium zajmowanego przez korpus polski, jednak w maju 1918 zażądali rozbrojenia korpusu. Generał Dowbor-Muśnicki nie uzyskawszy poparcia Rady Regencyjnej zmuszony został do złożenia broni Niemcom. Przed ewakuacją z Twierdzy Bobrujsk dowództwo Korpusu zdecydowało utworzyć na miejscu cmentarza polskiego kopiec jako pomnik poległych w walkach o niepodległość Polski. Po wojnie polsko-bolszewickiej kopiec Dowborczyków w Twierdzy Bobrujsk został zniszczony.
W 1932 Dowborczycy odtworzyli małą kopię kopca bobrujskiego na Cmentarzu Powązkowskim w Warszawie. W nim chowano żołnierzy generała Dowbora-Muśnickiego, mieszkających w niepodległej Polsce.
Walki o Bobrujsk zostały upamiętnione na Grobie Nieznanego Żołnierza w Warszawie, napisem na jednej z tablic w czasie II RP i po 1990 „BOBRUJSK 2 II - 11 III 1918”.